# Psoieas
Psoieas (griechisch Πσοιεας) ist der vermutete Name eines antiken attischen Töpfers, der im 3. Viertel des 6. Jahrhunderts v. Chr. wirkte.
Er ist nur bekannt durch die nicht gesicherte Lesung einer Signatur auf dem Fragment einer schwarzfigurigen Randschale mit der Darstellung eines Reiters aus Naukratis, heute im British Museum in London (Inventarnummer 1886,0401.1240 [B 600.40]).
Die Inschrift ΠΣΟΙΕΑΣ PSOIEAS ist jedoch möglicherweise nicht vollständig, vor dem Π (Pi) fehlen eventuell Buchstaben, auch ist der Name Psoieas sonst nicht bezeugt. Hielt John D. Beazley die Inschrift für eine Töpfersignatur, so handelt es sich nach Henry R. Immerwahr um eine der auf schwarzfigurigen Vasen häufigen Nonsense-Inschriften.